# Burn (албум)
Burn е албум на британската хардрок група Deep Purple, издаден през 1974 г. Това е първият албум на групата с вокала Дейвид Ковърдейл и басиста Глен Хюз (те заменят съответно Йън Гилън и Роджър Глоувър). С тяхното присъединяване Deep Purple се доближават повече до буги-звученето. Те вкарват и елементи от соул и фънк, които ще станат още по-осезаеми в следващия албум Stormbringer.
Might Just Take Your Life / Coronarias Redig е първият сингъл в британските класации от две години. Той е издаден на 12 февруари, три дни преди албумът.
Глен Хюз участва в написването на песните, но името му не е включено, тъй като предишния му договор още не е изтекъл. Въпреки това на изданието по случай 30-годишнината на групата името му е добавено навсякъде, с изключение на Sail Away и Mistreated.
Необичайно за онова време, албумът е рекламиран по британската телевизия по време на появата си на пазара.

## Състав
- Дейвид Ковърдейл – вокал
- Ричи Блекмор – китара
- Глен Хюз – бас, вокали
- Джон Лорд – клавишни
- Иън Пейс – барабани